# La Unión (Olancho)
La Unión (uit het Spaans: "De eenheid") is een gemeente (gemeentecode 1513) in het departement Olancho in Honduras.
Het dorp ligt op een vlak terrein aan de rivier El Camalote. In de buurt ligt het Nationaal park La Muralla.

## Bevolking
De bevolking is als volgt verdeeld:
| Vrouwen | 4086 | 51,4% |
| Mannen  | 3863 | 48,6% |

## Dorpen
De gemeente bestaat uit 53 dorpen (aldea), waarvan het grootste qua inwoneraantal: La Unión (code 151301).